# Бегляров, Сергей Никитович

«Жертвоприношение» (1920)

Сергей Никитович Бегля́ров — (8 августа 1898, с. Верхние Агулисы (ныне с. Юхары—Айлис Ордубадского района Нахичеванской Автономной Республики) — 14 апреля 1949, Ашхабад) — один из первых живописцев Туркмении, заслуженный деятель искусств Туркменской ССР (1939), педагог.

## Биография
Родился в семье армянина Беглярьяна. Его семья недолгое время прожила в Баку. В 1919 году рисовал в студии местного живописца Боголупского.В 1920 году переезжает в Ашхабад и знакомится с Александром Владычуком и Ильей Мазелем, будущими основателями Ударной школы искусств Востока. Они вместе с Сергеем Бегляровым работают в Художественной мастерской Туркестанского фронта. В 1920—1923 годах учился в Ударной школе искусств Востока в Ашхабаде у Ильи Мазеля и Александра Владычука, одновременно с обучением он преподает в этой школе, так как ранее обладал базовыми знаниями и навыками этого направления. Затем обучается в Ереванском художественно-промышленном техникуме (1925—1927). Ученик С. Агаджаняна.
Один из организаторов Туркменского художественного училища, где в 1935—1948 годах преподавал. Председатель правления Союза художников Туркменской ССР (1943—1944).
Совместно с И. И. Черинько (первый председатель СХ Туркмении, 1939) и Г. Ф. Бабиковым участвовал в выставках 1934—1936 годов с творческой бригадой российских художников Д. Штеренберга, М. Сарьяна, П. Радимова, П. Соколов-Скаля, Н. Терпсихорова, П. Котова, К. Вялова, О. Яновской.

## Творчество
Автор портретов-типов «Туркменки», 1928, «Председатель сельсовета Кипчак», 1929, «Портрет рабочего-курда», 1930 и др., жанровых и тематических полотен, посвящённых людям и быту Советского Туркменистана, а также пейзажей и сатирических рисунков (серия «Типы старого Ашхабада», 1920-е г.).

## Избранные работы
- «Жертвоприношение» (1920),
- графическая серия «Типы старого Ашхабада» (1923),
- «Туркменки» (1928),
- «Караван с хлопком» (1933),
- «Погрузка каравана» (1936),
- «Конный пробег Ашхабад — Москва» (1939),
- пейзажи,
- натюрморты.

Картины С. Бегля́рова находятся в коллекциях Музея изобразительных искусств Туркмении и Музея искусства народов Востока в Москве.
Архив С. Н. Беглярова хранится в ЦГА Туркменистана, ф. Л-6, 323 ед. хр., 1919—1949.
В последнее время искусствоведы рассматривают творчество Беглярова, как «Туркестанский авангард», художественное направление, возникшее в изобразительном искусстве Средней Азии в 1920—1930-х годах.